# 山里亮太
山里亮太（日语：／ Yamasato Ryōta，1977年4月14日—）是日本一名喜剧演员、配音员、解说员和电台人物。他同时是喜剧组合南海甜心的吐槽担当，其搭档是山崎静代。山里亮太身高178厘米，体重80公斤，血型为AB型。他的妻子是女演员苍井优。
山里亮太出身于日本千叶县的千叶市花见川区；后就读于关西大学文学部的教育学专科，他在大学期间主修心理学并获得了文学士学位。

## 个人简历
山里亮太的中学时代分别在千叶市立皋月丘初级中学、千叶经济大学附属高级中学就读。因高中时代受到心仪女生的鼓动，山里亮太有成为谐星的想法。高中毕业之后，山里想前往大阪的吉本综合艺能学院大阪分校就读，但遭到了父母的反对。经过山里与父母的多次讨论，并在父母咨询了关西的亲戚之后，其父母最终允许山里在考入大学名校之后踏入谐星事业。山里亮太最终考入关西大学。
在初中、高中和大学的十年期间里，山里亮太一直积极参与篮球运动并加入篮球社团。但是他一直是替补身份，仅仅在他最后一次参加比赛的时候获得上场机会。此外，他在游戏节目《阿Q猜谜王》的最终对决进行六次投篮比赛，他未投中一次。在山里亮太高中母校的篮球社团办公室里还保留着他参与活动的照片。

## 演出作品
以下仅列出山里亮太个人演出，不包括他在南海甜心组合里的演出。

### 剧场动画
- 《名侦探柯南：战栗的乐谱》（2008年）——饰：游戏少年（S先生）
- 《托马斯小火车：智斗柴油车（日语：きかんしゃトーマス ディーゼル10の逆襲）》（2012年）——饰：迪赛10号
- 《光之美少女 Dream Stars!》（2017年）——饰：鸦天狗
- 《航海王：奪寶爭霸戰》（2019年）——飾：唐納·莫迪拉特
- 《哆啦A夢：大雄與天空的理想鄉》（2023年）——飾：未來百貨公司送貨員
- 《劇場版城市獵人 天使之淚》（2023年）——飾：喜歡搭訕的男人[2]
- 《電影 可愛巧虎島 巧虎與勇氣之歌》（2025年）——飾：企鵝沛沛[3]
- 《ChaO，我代表人類跟人魚結婚了》（2025年）——飾：シー社長[4]

### 日语配音
- 《巨人捕手杰克》（2013年）——饰：（原音：班·丹尼爾斯）

- 《超凡战队》（2017年）——饰：阿尔法5号（原音：比尔·哈德）

### 电视节目
雙層公寓
戀愛心機又怎樣

### 电台节目
- 週三JUNK（日语：JUNK） 山里亮太的不毛議論（日语：山里亮太の不毛な議論）（2010年4月 - ，TBS電台）

### 音乐录影带
- AKB48 《机会的顺序》（2010年）——因音乐录影带中收录了山里亮太担任“AKB48第19张单曲选拔猜拳大会”裁判时的影片片段

## 出版作品
- 《我想成为天才（天才になりたい）》（2006年11月发行；朝日新闻社）

- 《第一次的写真。YGA写真集（はじめてのグラビア。YGA写真集）》（2008年7月24日发行；鳄鱼书社（日语：ワニブックス））——同时出任本书责任编辑

- 《一本能更好地理解新闻的书（ニュースがもっとよくわかる本）》（2009年9月11日发行；海龙社（日语：海竜社））——与池上彰合著

- 《山里亮太的“瑕疵”英语（山里亮太の「たりない」英語）》（2013年6月25日发行；鳄鱼书社）——与本间正人（日语：本間正人）合著

- 《我会告诉你如何阅读新闻！（ニュースの読み方教えます!）》（2013年6月25日发行；鳄鱼书社）——与三田村昌树（三田村昌樹）合著

- 《天才放弃了（天才はあきらめた）》（2018年7月6日发行；朝日新闻出版社（日语：朝日新聞出版））